# Syndicat National de l'Édition Phonographique
El Syndicat national de l'édition phonographique (en català Sindicat nacional de l'edició fonogràfica), també conegut com a SNEP (per les seves sigles en francès), com el seu nom indica és un sindicat professional afiliat al MEDEF i membre de la Federació Internacional de la Indústria Fonogràfica (IFPI, per les sigles en anglès). El SNEP va ser creat el 1922, i actualment s'encarrega d'agrupar a companyies de la indústria musical (actualment n'agrupa a 48), de les quals és el portaveu i representant davant el públic i la premsa. SNEP també s'encarrega de defensar els interessos dels productors de fonogrames i com a tal també s'encarrega de defensar els interessos dels productors de fonogrames i com a tal combatre la pirateria.

## Serveis
El SNEP com tota associació dedicada a la indústria musical s'encarrega de realitzar i atorgar diversos serveis i activitats múltiples, els quals abasten els àmbits econòmics i jurídics; com a tal SNEP s'encarrega de defensar els drets dels productors de fonogrames i videogrames, així doncs la representació i la promoció de la imatge en el mercat dels productes són activitats que realitza el sindicat. SNEP més elabora diferents estadístiques mensuals i anuals, relatives a les vendes de fonogrames a França i també s'encarrega de negociar els protocols dels drets d'autor sobre els fonogrames i videogrames davant la Societat per a l'administració del dret de reproducció mecànica de França, SDRM SNEP, també s'encarrega d'atorgar les certificacions per vendes discogràfiques: per als fonogrames disc d'or, de platí i de diamant i per als videogrames disc d'or i de platí. Així mateix SNEP publica i realitza una llista de vendes discogràfiques que conté els 50 discos més venuts, aquesta llista es denomina "top 50".
Com a portaveu de l'edició fonogràfica, SNEP determina notablement la política de la lluita contra la Infracció de copyright en conjunt amb la Societat civil dels productors fonogràfics francesos, SCPP (per les seves sigles, Société civile des producteurs phonographiques) i actua amb justícia per protegir els interessos generals dels seus membres.

### Certificacions
| Fonograma | Disc de plata | Disc d'or | Disc de platí | Disc de diamant |
| --------- | ------------- | --------- | ------------- | --------------- |
| Àlbum     | -             | 50.000    | 100.000       | 500.000         |
| Senzill   | 100.000       | 200.000   | 300.000       | 500.000         |